# Trifolium talyschense
Trifolium talyschense là một loài thực vật có hoa trong họ Đậu. Loài này được Chalilov miêu tả khoa học đầu tiên năm 1950.